# Five Points (Ohio)
Five Points – jednostka osadnicza w USA, w stanie Ohio, w hrabstwie Warren. Według danych z 2000 roku miejscowość miała 2191 mieszkańców.